# Производња полупроводничких уређаја
Производња полупроводничких уређаја је процес који се користи за производњу полупроводничких уређаја, обично интегрисаних кола (IC) као што су микропроцесори, микроконтролери и меморије (попут RAM и флеш меморије). То је вишестепени фотолитографски и физичко-хемијски процес (са корацима као што су термичка оксидација, наношење танких филмова, јонска имплантација, нагризање) током којег се електронска кола постепено стварају на плочици (ваферу), која је обично направљена од чистог монокристалног полупроводничког материјала. Силицијум се готово увек користи, али се за специјализоване примене користе и различита сложена полупроводничка једињења. Овај чланак се фокусира на производњу интегрисаних кола, мада се кораци попут нагризања и фотолитографије могу користити и за производњу других уређаја као што су ЛЦД и ОЛЕД екрани.
Процес производње се обавља у високо специјализованим постројењима за производњу полупроводника, која се називају и ливнице или „фабови", а централни део је „чиста соба". Код напреднијих полупроводничких уређаја, као што су модерни технолошки чворови од 14/10/7 nm, производња може трајати и до 15 недеља, са просеком у индустрији од 11–13 недеља. Производња у напредним погонима је потпуно аутоматизована, са аутоматизованим системима за руковање материјалима који се брину о транспорту плочица од машине до машине.
Једна плочица често садржи неколико интегрисаних кола која се називају чипови (матрице), јер се исецају из једне плочице. Појединачни чипови се одвајају од завршене плочице у процесу који се назива сингулација чипа или сечење плочице. Чипови затим могу проћи даљу монтажу и паковање.
Унутар производних погона, плочице се транспортују унутар специјалних затворених пластичних кутија названих FOUP. FOUP-ови у многим фабрикама садрже унутрашњу атмосферу азота која помаже да се спречи оксидација бакра на плочицама. Бакар се користи у модерним полупроводницима за жичане везе. Унутрашњост опреме за обраду и FOUP-ова се држи чистијом од околног ваздуха у чистој соби. Ова унутрашња атмосфера је позната као мини-окружење и помаже побољшању приноса који представља количину радних уређаја на плочици.
Компаније које производе машине за индустријску производњу полупроводника укључују ASML, Applied Materials, Tokyo Electron и Lam Research.

## Величина елемената
Величина елемента (feature size) одређена је ширином најмањих линија које се могу формирати у процесу производње полупроводника; ова мера је позната као ширина линије. Обликовање се често односи на фотолитографију која омогућава дефинисање дизајна или обрасца уређаја на уређају током производње.
Одређени полупроводнички процес има специфична правила о минималној величини (ширини или критичној димензији - CD) и размаку за елементе на сваком слоју чипа. Обично новији полупроводнички процес има мање минималне величине и гушће размаке. У неким случајевима, ово омогућава једноставно смањење величине постојећег дизајна чипа како би се смањили трошкови, побољшале перформансе и повећала густина транзистора (број транзистора по јединици површине) без трошкова новог дизајна.
Рани полупроводнички процеси имали су произвољне називе за генерације (нпр. HMOS I/II/III/IV и CHMOS III/III-E/IV/V). Касније је свака нова генерација процеса постала позната као технолошки чвор или процесни чвор, означен минималном величином елемента процеса у нанометрима (или историјски микрометрима) дужине гејта транзистора, као што је „90 nm процес". Међутим, ово није случај од 1994. године, и број нанометара који се користи за именовање процесних чворова (видети Међународна технолошка мапа пута за полупроводнике) постао је маркетиншки термин који нема стандардизовану везу са функционалним величинама елемената или са густином транзистора.

## Историја

### 20. век
1955. године, Карл Фрош и Линколн Дерик, радећи у Bell Telephone Laboratories, случајно су узгојили слој силицијум-диоксида преко силицијумске плочице, при чему су приметили ефекте површинске пасивације. До 1957. године, Фрош и Дерик су, користећи маскирање и предепозицију, успели да произведу транзисторе од силицијум-диоксида; прве планарне транзисторе са ефектом поља, код којих су дрен и сорс били суседни на истој површини.
Побољшени тип MOSFET технологије, CMOS, развили су Чих-Танг Сах и Френк Ванлас у Fairchild Semiconductor 1963. године. CMOS је комерцијализовала компанија RCA крајем 1960-их. RCA је комерцијално користила CMOS за своја 4000-серију интегрисаних кола 1968. године, почевши са процесом од 20 μm, пре него што је постепено скалирала на 10 μm процес током наредних неколико година.
Производња полупроводничких уређаја се од 1960-их проширила из Тексаса и Калифорније на остатак света, укључујући Азију, Европу и Блиски исток.
Величина плочица је временом расла, од 25 mm (1 инч) 1960. године, до 200 mm 1992. године. Доласком плочица од 300 mm 2000. године, усвојени су и FOUP системи. Међутим, многи производи који нису напредни и даље се производе на плочицама од 200 mm, као што су аналогни IC, RF чипови, енергетски IC, BCDMOS и MEMS уређаји.

### 21. век
Од 2009. године, „чвор" је постао комерцијални назив за маркетиншке сврхе који означава нове генерације процесних технологија, без директне везе са дужином гејта, размаком метала или размаком гејта. На пример, GlobalFoundries-ов 7 nm процес је сличан Intel-овом 10 nm процесу, чиме је конвенционално схватање процесног чвора постало замагљено.
Године 2011, Intel је демонстрирао FinFET транзисторе, где гејт окружује канал са три стране, омогућавајући повећану енергетску ефикасност и мање кашњење гејта у поређењу са планарним транзисторима на 22nm чвору.
До 2019. године, чипови од 14 и 10 нанометара су у масовној производњи, док су чипови од 7 нанометара у производњи код компанија TSMC и Samsung. Процес од 5 нанометара је Samsung почео да производи 2018. године. Према подацима из 2019. године, чвор са највећом густином транзистора је TSMC-ов 5-нанометарски N5 чвор, са густином од 171,3 милиона транзистора по квадратном милиметру.
Од 2020. до 2023. године, дошло је до глобалне несташице чипова. Током ове несташице изазване пандемијом COVID-19, многе земље су почеле да дају субвенције компанијама за изградњу нових фабрика. Полупроводници су постали витални за светску економију и националну безбедност неких земаља.

## Списак корака
Ово је листа техника обраде које се више пута примењују током израде модерног електронског уређаја; ова листа не подразумева нужнo одређени редослед, нити да се све технике користе током производње. У пракси, редослед и примењене технике су често специфичне за понуду процеса од стране ливница, или специфичне за произвођача интегрисаних уређаја (IDM) за њихове сопствене производе. Сва опрема мора бити тестирана пре покретања фабрике полупроводника. Ови процеси се изводе након дизајна интегрисаног кола.
- Обрада плочице (позната и као фронт-енд)[30]
  - Мокро чишћење
    - Чишћење растварачима као што су ацетон, трихлоретилен или ултрачиста вода
    - RCA чишћење
    - Стругање плочице
    - Ротационо чишћење
    - Млазно чишћење
    - Криогени аеросол
    - Мегасоници
    - Потапајуће групно чишћење

  - Површинска пасивација
  - Фотолитографија
    - Наношење фоторезиста
    - Печење фоторезиста
    - Уклањање ивичног наслага
    - Експозиција (у фотолитографском степеру, скенеру или алигнеру маске)
    - Печење након експозиције (PEB)
    - Развијање (уклањање делова резиста)

  - Стварање тврде маске
  - Јонска имплантација (уграђивање допанта у плочицу)
  - Нагризање
    - Суво нагризање (плазма нагризање)
      - Реактивно-јонско нагризање (RIE)
        - Дубоко реактивно-јонско нагризање (DRIE)
        - Атомско слојно нагризање (ALE)
          - Плазма ALE
          - Термичко ALE

    - Мокро нагризање
      - Пуферовано оксидно нагризање

  - Хемијско таложење из парне фазе (CVD)
    - Метал-органско хемијско таложење из парне фазе (MOCVD)

  - Атомско таложење слојева (ALD)
  - Физичко таложење из парне фазе (PVD)
    - Распршивање
    - Испаравање

  - Епитаксија
    - Молекуларно-снопна епитаксија (MBE)

  - Јонско снопно таложење
  - Плазма сагоревање (за потпуно уклањање фоторезиста)
  - Термички третмани
    - Брза термичка обрада (RTP)
    - Милисекундна термичка обрада
    - Ласерско жарење
    - Жарење у пећи
    - Термичка оксидација
      - LOCOS

  - Ласерско подизање (за производњу LED)
  - Електрохемијско таложење (ECD). Видети Галванизација.
  - Хемијско-механичка полирање (CMP)
  - Тестирање плочице
- Припрема чипа
  - Производња кроз-силицијумских веза (за тродимензионални интегрисани кругови)
  - Монтирање плочице
  - Брушење задње стране плочице и полирање
  - Везивање плочица и слагање (за тродимензионалне интегрисане кругове и MEMS)
  - Производња слоја за прерасподелу (за WLCSP пакете)
  - Постављање избочина на плочицу (за флип-чип BGA пакете)
  - Сечење плочице
- Паковање интегрисаних кола
  - Причвршћивање чипа
  - Повезивање интегрисаног кола: повезивање жицом, термосонично повезивање, флип-чип или ТАБ
  - Енкапсулација интегрисаног кола
    - Обликовање (помоћу специјалне пластичне масе)
    - Печење
    - Галванизација
    - Ласерско обележавање
    - Сечење и обликовање
- Тестирање интегрисаних кола

## Превенција контаминације и дефеката
Када су ширине елемената биле знатно веће од 10 микрометара, чистоћа полупроводника није представљала тако велики проблем као данас. Како уређаји постају интегрисанији, чисте собе морају бити још чистије. Данас су фабрике под притиском филтрираног ваздуха како би се уклониле и најмање честице које би се могле наталожити на плочицама и допринети дефектима. Радници у фабрикама за производњу полупроводника морају носити одела за чисту собу како би заштитили уређаје од контаминације од стране људи. Да би се повећао принос, FOUP-ови и опрема могу имати мини-окружење са нивоом прашине ISO класе 1.

## Плочице (вафери)
Типична плочица се прави од изузетно чистог силицијума који се узгаја у монокристалне цилиндричне инготе (буле) пречника до 300 mm помоћу Чокралскијевог процеса. Ови инготи се затим секу на плочице дебљине око 0,75 mm и полирају како би се добила веома правилна и равна површина. Током производног процеса плочице се често групишу у серије, које су представљене FOUP-ом, SMIF-ом или касетом за плочице.

## Обрада
У производњи полупроводничких уређаја, различити кораци обраде спадају у четири опште категорије: депозиција, уклањање, обликовање и модификација електричних својстава.
- Депозиција је сваки процес којим се материјал расте, облаже или на други начин преноси на плочицу.
- Уклањање је сваки процес којим се материјал уклања са плочице; примери укључују процесе нагризања и хемијско-механичку планаризацију (CMP).
- Обликовање је обликовање или мењање депонованих материјала и генерално се назива литографија.
- Модификација електричних својстава историјски је подразумевала допирање сорса и дрена транзистора.

### FEOL (Front-End-of-Line) обрада
FEOL обрада се односи на формирање транзистора директно у силицијуму. Сирова плочица се обрађује растом ултра-чистог слоја силицијума без дефеката путем епитаксије.
У најнапреднијим логичким уређајима, пре корака силицијумске епитаксије, изводе се трикови за побољшање перформанси транзистора који ће бити изграђени. Један метод укључује увођење корака напрезања где се депонује варијанта силицијума као што је силицијум-германијум (SiGe). Када се депонује епитаксијални силицијум, кристална решетка постаје нешто растегнута, што резултује побољшаном електронском покретљивошћу.

### BEOL (Back-End-of-Line) обрада
Након што су различити полупроводнички уређаји створени, морају се међусобно повезати како би се формирала жељена електрична кола. Ово се дешава у низу корака обраде плочице који се заједнички називају BEOL. BEOL обрада укључује стварање металних проводних жица које су изоловане диелектричним слојевима.
Историјски, металне жице су биле састављене од алуминијума. У новије време, како се број нивоа повезивања за логику значајно повећао због великог броја транзистора који су сада међусобно повезани у модерном микропроцесору, временско кашњење у жичаним везама је постало толико значајно да је довело до промене у материјалу за жичане везе (од алуминијума до бакарних веза) заједно са променом у диелектричном материјалу у повезивању (од силицијум-диоксида до новијих low-κ изолатора).

## Метрологија плочица
Високо серијализована природа обраде плочица је повећала потражњу за метрологијом између различитих корака обраде. На пример, метрологија танких филмова заснована на елипсометрији или рефлектометрији се користи за строгу контролу дебљине гејт оксида, као и дебљине, индекса преламања и коефицијента апсорпције фоторезиста и других превлака.

## Тестирање уређаја
Када је фронт-енд процес завршен, полупроводнички уређаји или чипови се подвргавају различитим електричним тестовима како би се утврдило да ли функционишу правилно. Проценат уређаја на плочици за које се утврди да раде правилно се назива принос. Произвођачи су обично тајанствени око својих приноса, али може бити и 30%, што значи да само 30% чипова на плочици ради како је намењено.

## Принос уређаја
Принос уређаја или принос чипа је број радних чипова или матрица на плочици, дат у процентима јер број чипова на плочици може варирати у зависности од величине чипова и пречника плочице. Деградација приноса је смањење приноса, које је историјски углавном изазивано честицама прашине, међутим од 1990-их, деградација приноса је углавном изазвана варијацијом процеса, самим процесом и алатима који се користе у производњи чипова.

## Опасни материјали
У процесу производње користе се многи токсични материјали. Ту спадају:
- отровни елементарни допанти, као што су арсен, антимон и фосфор.
- отровна једињења, као што су арсин и фосфин који садрже арсен и фосфор, силан који се користи за наношење полисилицијума.[39]
- високо реактивне течности, као што су водоник-пероксид, пушећа азотна киселина, сумпорна киселина и флуороводонична киселина, које се користе за нагризање и чишћење.

Неопходно је да радници не буду директно изложени овим опасним супстанцама. Висок степен аутоматизације уобичајен у индустрији производње интегрисаних кола помаже у смањењу ризика од излагања.

## Временска линија комерцијалних MOSFET чворова
| Година | Чвор   | Произвођач            | Напомене                      |
| ------ | ------ | --------------------- | ----------------------------- |
| 1968   | 20 μm  | RCA                   | Први комерцијални CMOS процес |
| 1971   | 10 μm  | RCA                   | Скалирање CMOS технологије    |
| 1974   | 6 μm   | Различити             | Проширење у индустрији        |
| 1977   | 3 μm   | Различити             | Даље смањење                  |
| 1981   | 1.5 μm | Различити             | Улазак у субмикронску еру     |
| 1984   | 1 μm   | Различити             | Микронска граница             |
| 1987   | 800 nm | Различити             | Наставак скалирања            |
| 1990   | 600 nm | Различити             | Побољшање перформанси         |
| 1993   | 350 nm | Различити             | Широка употреба               |
| 1996   | 250 nm | Различити             | Масовна производња            |
| 1999   | 180 nm | Различити             | Нова генерација               |
| 2001   | 130 nm | Различити             | Даље напредовање              |
| 2003   | 90 nm  | Intel, TSMC           | Увођење strain engineering    |
| 2005   | 65 nm  | Intel, TSMC           | Побољшање густине             |
| 2007   | 45 nm  | Intel                 | Увођење HKMG                  |
| 2009   | 32 nm  | Intel                 | Наставак скалирања            |
| 2010   | 28 nm  | TSMC, GlobalFoundries | Индустријски стандард         |
| 2012   | 22 nm  | Intel                 | Први FinFET                   |
| 2014   | 14 nm  | Intel, Samsung        | Побољшани FinFET              |
| 2016   | 10 nm  | Samsung, TSMC         | Напредни FinFET               |
| 2018   | 7 nm   | TSMC, Samsung         | EUV литографија               |
| 2020   | 5 nm   | TSMC, Samsung         | Најнапреднији чвор            |
| 2022   | 3 nm   | TSMC, Samsung         | Најновија технологија         |